# Zrínyi Ilona
Gróf Zrínyi Ilona (horvátul: Jelena Zrinska, németül: Helena Zrinski; Podbrest, Magyar Királyság, 1649. március 20. vagy 21. – Nikomédia, Oszmán Birodalom,  1703. február 18.), a Zrínyi család kiemelkedő tagja, Zrínyi Péter horvát bán leánya, aki előbb I. Rákóczi Ferenc, majd Thököly Imre feleségeként erdélyi fejedelemné, a szabadságharcos II. Rákóczi Ferenc édesanyja. Az 1685 és 1688 között zajló munkácsi ostrom során tanúsított hősies kiállásával a kora újkori magyar történelem meghatározó szereplője.

## Élete
Ilona − nagyapjának feljegyzései szerint − 1649. március 20-án vagy 21-én született a család egyik vidéki udvarházában, a muraközi Podbrestben, a horvát–magyar Šubić nemzetségből való Zrínyi család tagjaként. (Korábban hibás sírfelirata alapján 1643-as születési évet valószínűsítettek, de ezt a nagypapa újabban ellenőrzött naplója alapján sikerült korrigálni.) Apja, Zrínyi Péter horvát bán volt, akit később a Wesselényi-összeesküvésben való részvételéért I. Lipót császár halálra ítélt. Édesanyja a nemesi horvát Frangepán családból származó Anna Katalin nemesasszony, Frangepán Ferenc Kristóf őrgróf testvére volt. Ilona főúri környezetének megfelelő nevelést kapott, horvátul, magyarul, latinul és németül beszélt. 1666. március 1-én Makovica várában hozzáment a felvidéki nagybirtokos, Felsővadászi I. Rákóczi Ferenchez. I. Rákóczi Ferencnek és Zrínyi Ilonának három gyermeke született. 1667-ben született György nevű fiuk, aki azonban még csecsemőkorában meghalt, majd 1672-ben született Julianna nevű leányuk, és 1676-ban másodszülött fiuk, Ferenc.
Nem sokkal Ferenc születése után, 1676. július 8-án meghalt I. Rákóczi Ferenc. Az özvegyen maradt Zrínyi Ilonának sikerült elérnie a császári udvarnál, hogy ő maradhasson gyermekei gyámja, jóllehet I. Rákóczi Ferenc halála előtt I. Lipót császár pártfogásába ajánlotta őket. Ez azt jelentette, hogy az ő kezelésében maradt a hatalmas Rákóczi vagyon és a várak, többek között Regéc, Sárospatak, Makovica és Munkács parancsnoksága. 1682-ben feleségül ment a nála 8 évvel fiatalabb Thököly Imréhez. Cselekvő részese volt második férje oldalán a Habsburgok elleni kuruc felkelésnek.
Bécs 1683-as sikertelen ostroma után a törökök és Thököly velük szövetséges kuruc csapatai állandó visszavonulásra kényszerültek, sőt a kurucok csapatostul kezdtek átállni a császáriak mellé, ezért a gróf gyors egymásutánban kénytelen volt feladni a Rákócziak várait. 1685 végén a császári csapatok körülvették az utolsó erősséget, Munkács várát is, amit Zrínyi Ilona több mint két évig védett Antonio Caraffa generális-vezette sereg ostroma ellenében. 
Buda visszafoglalása után azonban helyzete tarthatatlanná vált. 1688. január 17-én kénytelen volt a várat feladni, de elérte, hogy annak védői amnesztiát kapjanak a császártól, és hogy a Rákóczi-vagyon gyermekeinek nevén maradjon. A megállapodás értelmében azonban Bécsbe kellett mennie gyermekeivel együtt, ahol a megállapodást részben megsértve, gyermekeit elvették tőle. 1691-ig az Orsolya-rend zárdájában lakott, gyakorlatilag a császár túszaként, ahol lányát, Rákóczi Juliannát is nevelték. Fiát, II. Rákóczi Ferencet azonban Neuhausba vitték, jezsuita iskolába, így anya és fia soha többé nem találkozhattak. 1690-ben, a zernyesti csatavesztés során Heissler gróf, császári altábornagy Thököly fogságába került. 1692 januárjában Zrínyi Ilonát kicserélték a fogoly tábornokra. Búcsúlevelét, amelyet ekkor írt fiának, II. Rákóczi Ferenc valószínűleg sohasem kaphatta meg.
1699-ben elkísérte férjét a török száműzetésbe. Nikomédiában halt meg, 1703-ban, egy hónappal 54. születésnapja előtt. Koponyáját fia maradványaival együtt, 1906. október 29-én Kassán, a Szent Erzsébet-székesegyházban helyezték végső nyugalomra.

## Gyermekei
1666-ban I. Rákóczi Ferenccel kötött házasságából három gyermeke született:
- György (1667–1667)
- Julianna Borbála (1672. szeptember–1717. május 26.)
- Ferenc (Borsi, 1676. március 27.–Rodostó, 1735. április 8.)

1682-ben Thököly Imréhez ment férjhez. Tőle három gyermeke született, de mindegyikük – köztük az is, akivel Munkács ostroma idején várandós volt – kiskorában meghalt.

## Emlékezete
- Munkács hősies védelmét számos festmény is megörökíti.
- A Zrínyi Ilona Gimnázium Miskolc város egyik legrégibb iskolája.[4] Győrben és Nyíregyházán is található róla elnevezett gimnázium.
- Nevét viseli a Matematikában Tehetséges Gyermekekért alapítvány (MATEGYE) által megrendezett országos matematikai verseny: Zrínyi Ilona Matematikaverseny.

## Képgaléria

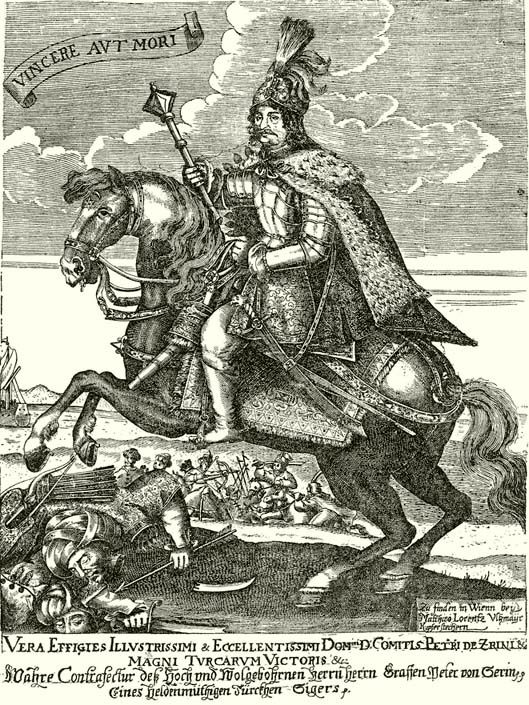
Zrínyi Ilona apja Zrínyi Péter
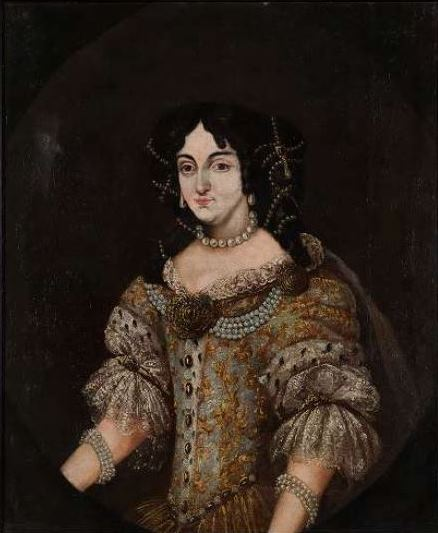
Zrínyi Ilona 17. századi portréja
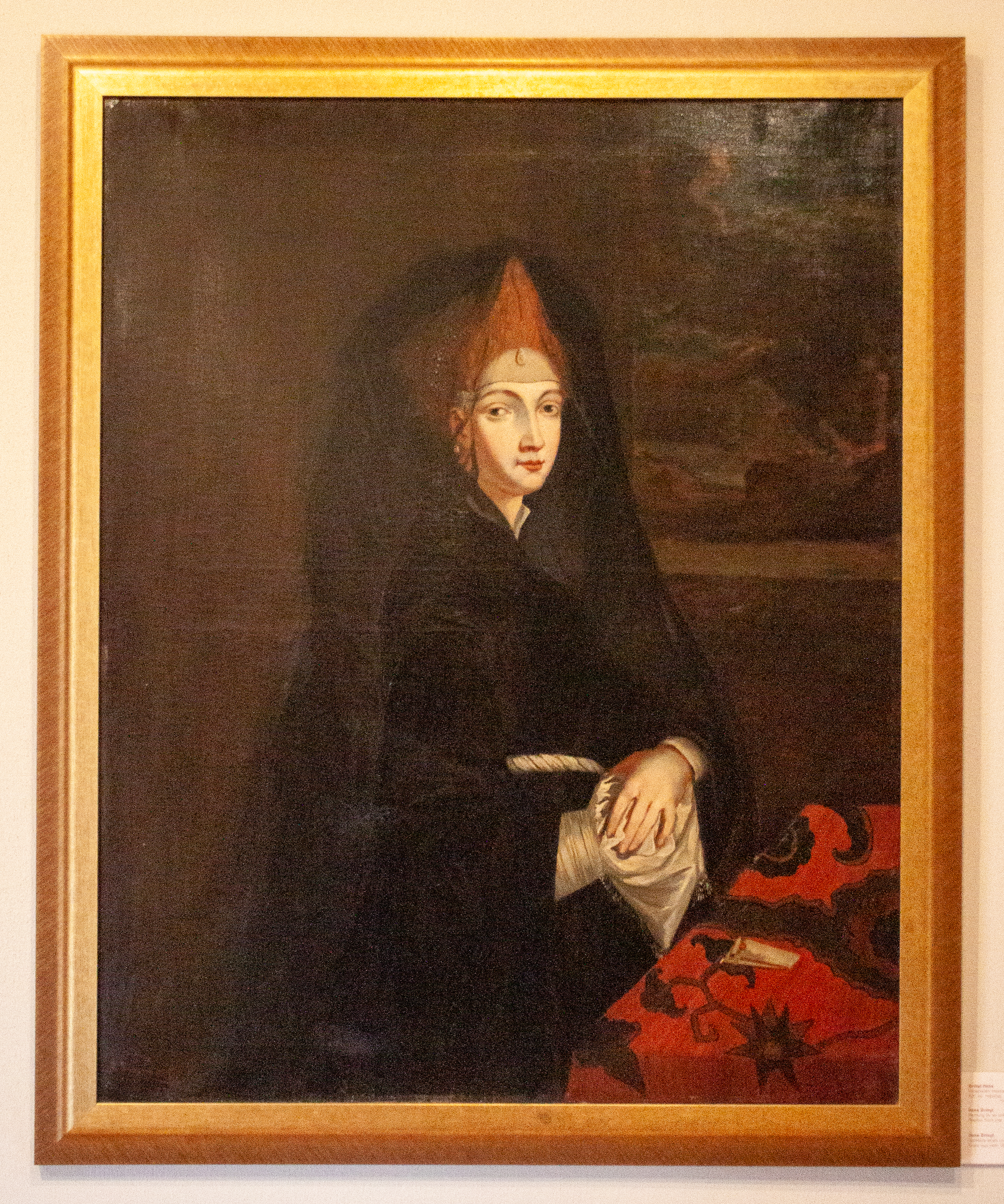
Zrínyi Ilona portréja
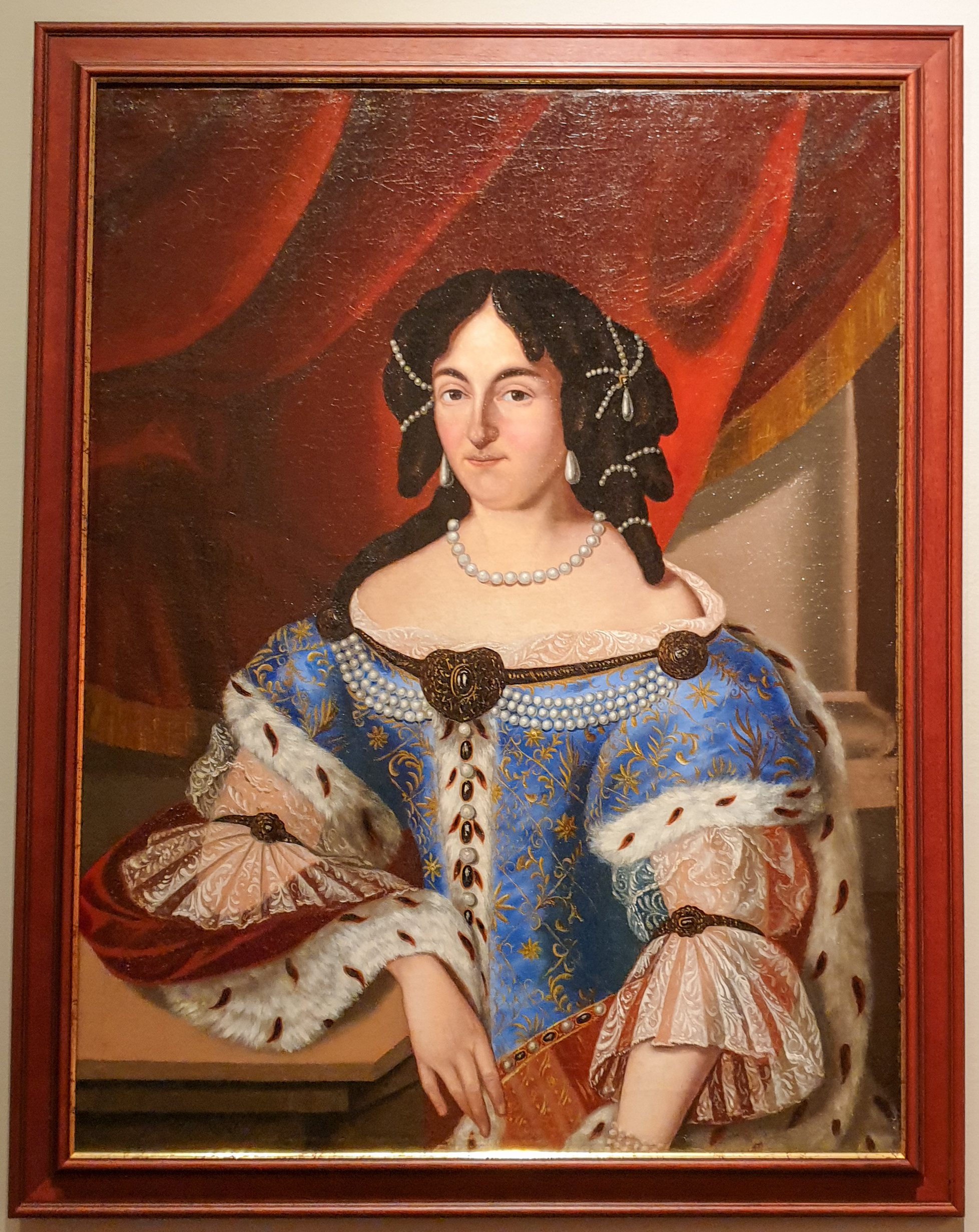
Zrínyi Ilona 19. századi festményen
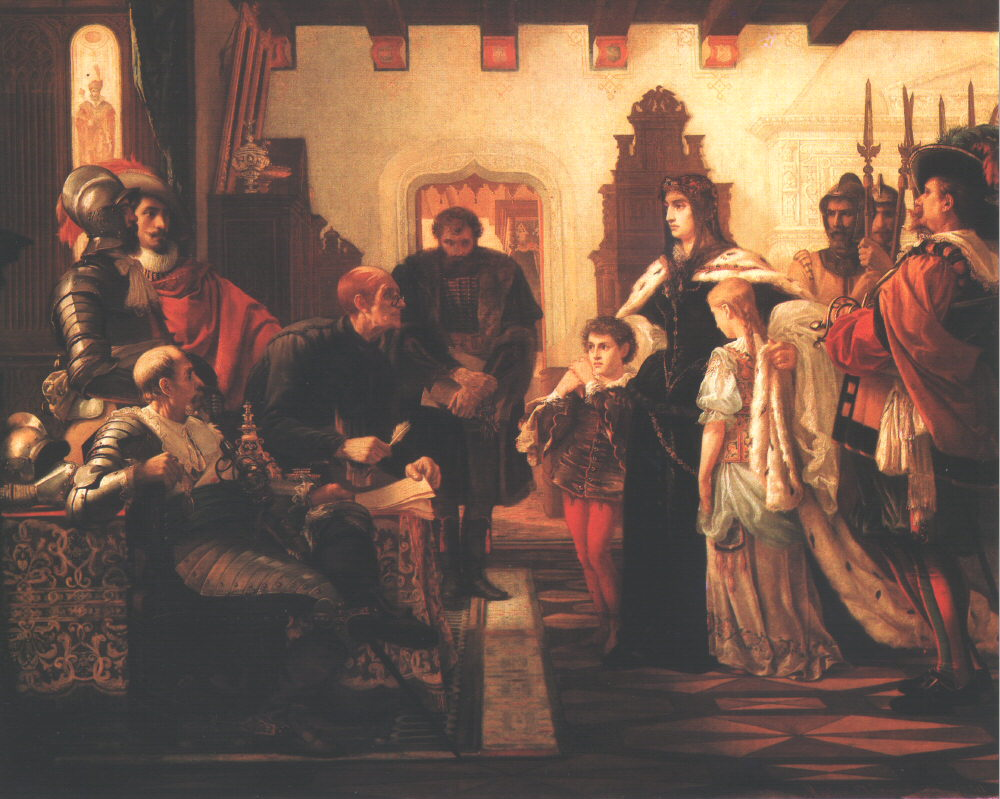
Madarász Viktor: Zrínyi Ilona vizsgálóbírái előtt (1859)
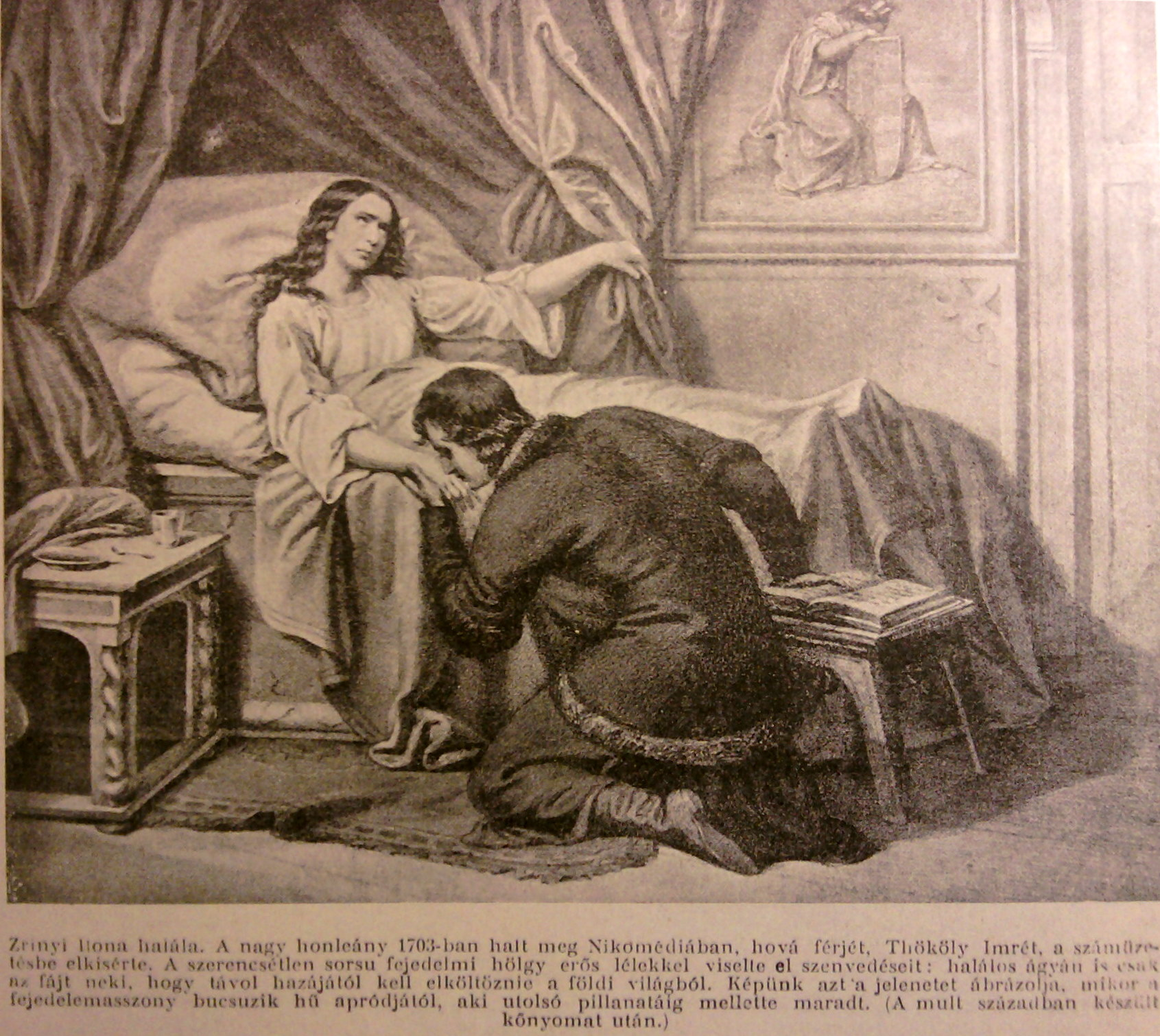
Zrínyi Ilona halála
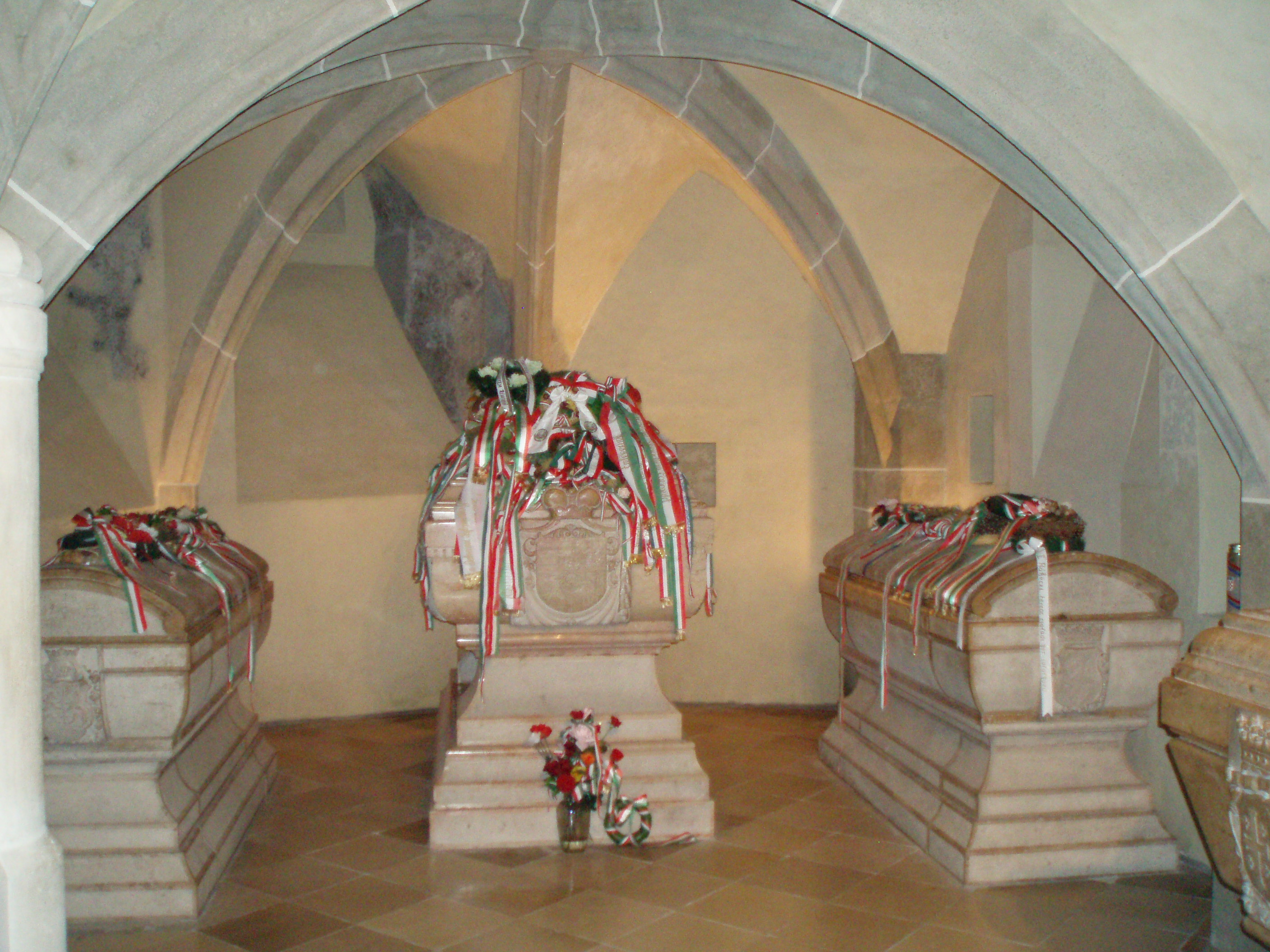
Zrínyi Ilona sírja Kassán